# Onthophagus cryptogenus
Onthophagus cryptogenus är en skalbaggsart som beskrevs av Antoine Boucomont 1914. Onthophagus cryptogenus ingår i släktet Onthophagus och familjen bladhorningar. Inga underarter finns listade i Catalogue of Life.